# Sunlight Air
Sunlight Express Airways, bekend als Sunlight Air, is een Filipijnse luchtvaartmaatschappij. De maatschappij voert vluchten uit binnen de Filipijnen vanaf haar hub op de luchthaven van Angeles.

## Geschiedenis
Sunlight Air werd op 22 juli 2019 opgericht als chartermaatschappij om binnenlandse vluchten uit te voeren. Het idee daarvoor was er al in 2017, omdat er onvoldoende aandacht was voor bestemmingen die weinig werden aangevlogen. Vanwege de Coronapandemie werd de eerste vlucht op 17 december 2020 uitgevoerd van Manilla naar Busuanga. Sunlight Air voert vooral vakantievluchten uit voor hotels en resorts.

## Vloot
De vloot van Sunlight Air bestaat uit de volgende toestellen (november 2024):
| Type       | In dienst | Orders | Opmerkingen                     |
| ---------- | --------- | ------ | ------------------------------- |
| ATR 72-500 | 3         | —      | Overgenomen van Bangkok Airways |
| Totaal     | 3         | —      |                                 |

## Bestemmingen
Sunlight Air vliegt naar de volgende bestemmingen (november 2024):
| Provincie          | Stad           | Luchthaven                         | Opmerkingen |
| ------------------ | -------------- | ---------------------------------- | ----------- |
| Aklan              | Malay          | Godofredo P. Ramos Airport         | charter     |
| Cebu               | Cebu City      | Mactan-Cebu International Airport  | basis       |
| Iloilo             | Iloilo City    | Iloilo International Airport       |             |
| Misamis Oriental   | Cagayan de Oro | Laguindingan International Airport |             |
| Negros Occidental  | Bacolod        | Bacolod-Silay Airport              | vracht      |
| Occidental Mindoro | Mamburao       | Mamburao Airport                   | charter     |
| Palawan            | Busuanga       | Francisco B. Reyes Airport         | [ 8 ]       |
| Palawan            | San Vicente    | San Vicente Airport                |             |
| Pampanga           | Angeles        | Clark International Airport        | hub         |
| Surigao del Norte  | Del Carmen     | Sayak Airport                      |             |
| Surigao del Norte  | Surigao        | Surigao Airport                    | charter     |
|                    | Manilla        | Ninoy Aquino International Airport | basis       |